# متالورژی ثانویه

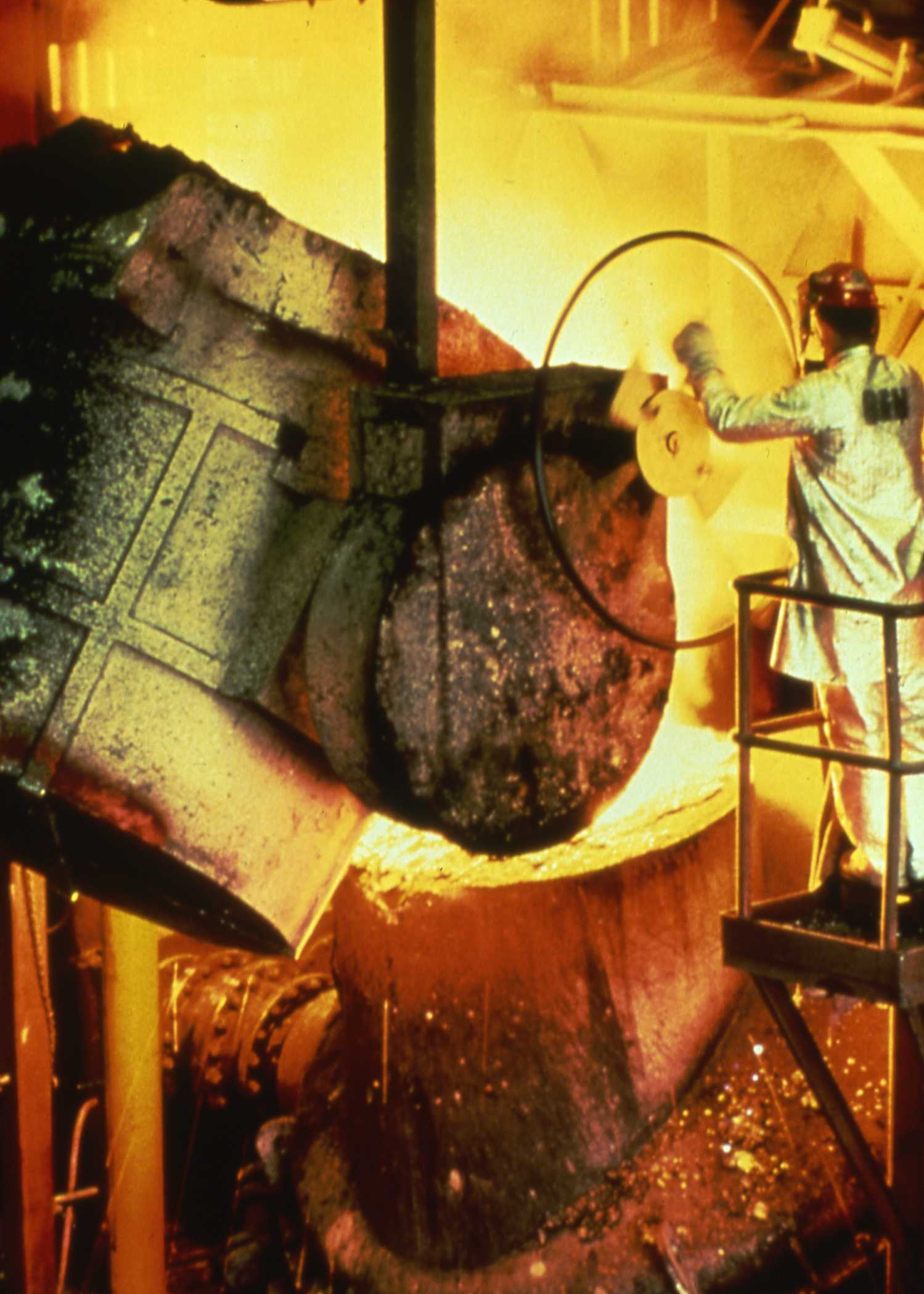
نمایی از پاتیل مذاب در فرایند متالورژی ثانویه

تا قبل از دههٔ ۱۹۵۰، فرایندهای تکمیلی تصفیهٔ فولاد در فولادسازی، شامل مراحل محدودی از قبیل گوگردزدایی، کربن‌زدایی و افزودن عناصر آلیاژی بود. اما رفته‌رفته با شکل‌گیری نیازهای جدید در صنعت که کیفیت و خلوص بالاتری از فولاد را طلب می‌کرد، مراحل تازه‌ای متکی بر تکنولوژی‌های جدید شکل گرفتند که مجموعهٔ آن‌ها را متالورژی ثانویه (به انگلیسی: Secondary Metallurgy) می‌نامند. این مراحل، از بعد از تهیهٔ فولاد خام در کنورتور در درون همان پاتیل مذاب انجام می‌گیرند.

## مراحل متالورژی ثانویه
می‌توان فرایند تکمیلی متالورژی ثانویه را در چهار مرحله به‌طور کلی تقسیم‌بندی کرد:
1. اکسیدزدایی
2. گاززدایی (به انگلیسی: Vacuum degassing)
3. ذوب دوباره (عموماً از طریق فرایند ESR)
4. آلیاژسازی

## ۱. اکسیدزدایی
فولاد مذاب، در مراحل قبلی فرآوری در کنورتور برای کاهش غلظت کربن (در فرایند BOF)، در معرض غلظت نسبتاً زیادی از گاز اکسیژن تحت فشار بوده‌است. به همین خاطر، مقدار قابل ملاحظه‌ای اکسیژن به صورت ترکیب {\displaystyle {\ce {FeO}}} در آن باقی مانده که دمای ذوب عناصر دیگر موجود در فولاد را پایین آورده و بدین ترتیب می‌تواند در حین کار در دماهای بالا، منجر به ایجاد ترک‌هایی در فولاد بشود. هم‌چنین، فولادی که شامل غلظت قابل توجهی اکسیژن باشد، به عنوان مثال در هنگام ریخته‌گری یا جوش‌کاری در اثر واکنش با کربن تولید گاز {\displaystyle {\ce {CO}}} می‌کند و به همین خاطر اصطلاحاً آن را فولاد زنده می‌نامند؛ بنابراین، باقی‌ماندن اکسیژن در قالب ترکیب {\displaystyle {\ce {FeO}}} در مذاب فولاد مطلوب نیست. به همین منظور، فرایندهای اکسیدزدایی برای جداسازی اکسیژن از آهن به درجات مختلف برای کاربردهای گوناگون در صنعت صورت می‌پذیرد.
بسته به کیفیت موردنظرمان از فولاد، درجهٔ اکسیدزدایی را تعیین می‌کنند که به‌طور کلی بر سه نوع تقسیم می‌شود:

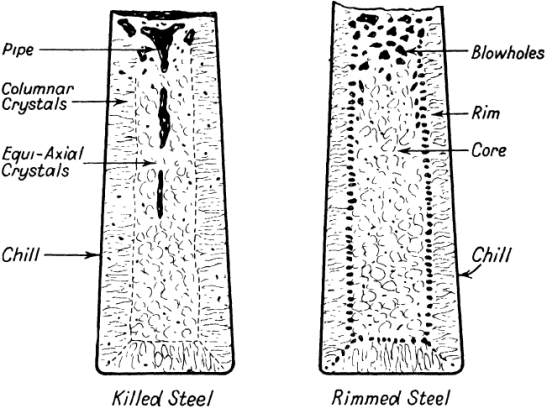
مقایسه وجود حفرات گازی در فولاد روکشی (به انگلیسی: Rimmed Steel) با فولاد کشته‌شده (Killed Steel)

### فولاد روکشی (به انگلیسی: Rimmed Steel)
در این نوع از فولاد، برای جداسازی اکسیژن، عنصر منگنز ({\displaystyle {\ce {Mn}}}) را به مذاب موجود در پاتیل می‌افزایند:
{\displaystyle {\ce {FeO + Mn <=> MnO + Fe}}}
این نوع از فولاد، به دلیل برخورداری از حفرات گازی از کیفیت سطحی خوبی برخوردار است که استفاده از آن به عنوان روکش فولادی را مناسب می‌نماید.

### فولاد نیمه‌کشته شده (به انگلیسی: Semi-Killed Steel)
در این نوع از فولاد، برای جداسازی اکسیژن، عنصر منگنز و هم‌چنین سیلیسیم ({\displaystyle {\ce {Si}}},{\displaystyle {\ce {Mn}}}) را به مذاب موجود در پاتیل می‌افزایند:
{\displaystyle {\ce {FeO + Mn <=> MnO + Fe}}}
{\displaystyle {\ce {2FeO + Si <=> 2Fe + SiO2}}}

### فولاد کشته‌شده (به انگلیسی: Killed Steel)
در این نوع از فولاد، برای جداسازی اکسیژن، عنصر منگنز، سیلیسیم و همچنین آلومینیم ({\displaystyle {\ce {Al}}} ,{\displaystyle {\ce {Si}}} ,{\displaystyle {\ce {Mn}}}) را به مذاب موجود در پاتیل می‌افزایند:
{\displaystyle {\ce {FeO + Mn <=> MnO + Fe}}}
{\displaystyle {\ce {2FeO + Si <=> 2Fe + SiO2}}}
{\displaystyle {\ce {3FeO + Al <=> 3Fe + Al2O3}}}

## ۲. گاززدایی (به انگلیسی: Vacuum degassing)
گاهی لازم است که برای دستیابی به فولاد با کیفیت‌های خاص بالاتر، انواع مختلف عناصر گازی محلول در مذاب را به مقدار قابل توجهی خارج نمود. برای این منظور، پاتیل مذاب را در ظرف بستهٔ بزرگتری قرار داده و از طریق ایجاد فشار خلأ، گازهای محلول در مذاب را وادار به خروج از مذاب می‌کنند. این روش مدرن و البته گران‌قیمت، برای جداسازی گاز هیدروژن، نیتروژن و اکسیژن کاربرد دارد.
به عنوان مثال، برای برخی از فولادهای ضدزنگ خاص که نسبت به غلظت هیدروژن و نیتروژن محلول حساس است، از این روش خاص استفاده می‌شود.

## ۳. ذوب دوباره (به انگلیسی: remelting)
فرایند مدرن و تکنولوژیک دیگری که برای جداسازی عناصر ناخالصی از فولاد خام به کار می‌رود، فرایند ذوب دوباره (به انگلیسی: electro-slag remelting) است. این فرایند، اثر بیشتری نسبت به فرایند گاززدایی در خالص‌سازی فولاد دارد. در این فرایند، مطابق با شکل داده‌شده، ابتدا فولاد خام را به صورت یک الکترود جامد درآورده و در بالای ظرف مسی و آب‌گرد دستگاه ESR قرار می‌دهند. در ظرف مذکور، مقدار قابل توجهی سرباره رسانا وجود دارد. بعد از اعمال اختلاف پتانسیلی که یک سر آن به کف ظرف مسی و یک سر دیگرش به الکترود فولادی است، دمای الکترود فولادی بالا رفته و قطره قطره شروع به ذوب و چکیدن در ظرف می‌کند. این قطرات مذاب در هنگام عبور از درون سرباره رد می‌شوند و بدین ترتیب تمام ناخالصی‌های خود را که از پیش هم در درون سرباره وجود داشته‌اند جا می‌گذارند و به صورتی کاملاً خالص به ته ظرف می‌رسند. بعد، این مذاب خالص که به ته ظرف رسیده در قالبی که با آب سرد شده‌است شکل یافته و جامد می‌شود.

## ۴. آلیاژسازی
آخرین مرحله از فرایند تولید فولاد، آلیاژسازی است که با افزودن عناصر مختلفی از قبیل نیکل، کروم، سیلیکن و … صورت می‌گیرد. در این مرحله، با توجه به کاربرد موردنظر، غلظت خاصی از عناصر نامبرده را به مذاب می‌افزایند تا درنهایت به فولاد آلیاژی دست پیدا کنند.